# Lewis Ralston
Lewis Ralston, un indien cherokee venu de Géorgie, fut le découvreur le 21 juin 1850 du Ralston Creek, premier site aurifère  de l'histoire du Colorado. La mémoire de la découverte de Lewis Ralston, retrouvée huit ans plus tard fut à l'origine de la Ruée vers l'or de Pikes Peak, qui apporta une contribution majeure à la conquête de l'Ouest des États-Unis. Son histoire a inspiré le roman Les chasseurs d'or, de James Oliver Curwood.
Ces Indiens Cherokees, venus d'Auraria (Georgie), dans le comté de Lumpkin, sur façade ouest des Appalaches, en Géorgie, avaient travaillé dans les mines d'or découvertes en 1827 en Géorgie et décidèrent de tenter leur chance lors de la ruée vers l'or en Californie. Ils gagnèrent le Mississippi, puis remontèrent l'Arkansas jusqu'aux Montagnes Rocheuses. Aux environs de Pueblo, ils bifurquèrent vers le nord pour rejoindre la piste principale dans la South Platte (rivière) au pied des Rocheuses. Un soir qu'ils campaient au bord d'un ruisseau, il trouvèrent quelques grains jaunes. Ce fut la première découvert significative d'or dans le Colorado mais son caractère alluvionnaire fit que le groupe décida de participer plutôt à la ruée vers l'or en Californie, après avoir perdu quelques jours sur place à tenter de confirmer la découverte.
La découverte fut effectuée sur le site de l'actuel Arvada, dans la banlieue de l'actuelle Denver, le Ralston Creek. Le pasteur John Beck, un cherokee membre de l'expédition, conserva un journal personnel de ces recherches et en 1857, au moment de s'installer dans l'Oklahoma avec d'autres cherokee venus de Georgie, il écrivit aux membres du groupe pour leur proposer de repartir en prospection en retrouvant le site de Ralston Creek. Partis de Georgie en février 1858 et menés par William Greeneberry Russell, ils découvrirent de l'or en juillet 1858. C'est ainsi que commença la Ruée vers l'or de Pikes Peak.